# Confrontos entre Corinthians e Grêmio no futebol
Corinthians e Grêmio são dois clubes brasileiros, que disputam um dos maiores clássicos interestaduais do país.

## História
A história do confronto entre esses dois grandes clubes do futebol brasileiro começou em 1947, mas precisamente em 11 de dezembro, na cidade de Porto Alegre no Estádio Baixada dos Moinhos de Vento, quando a equipe corintiana, com tento de Ruy, venceu por 1 a 0, marcando o gol da vitória aos 39 minutos do 1º tempo.
Já a primeira partida válida por um torneio oficial entre os dois clubes foi em 5 de abril de 1967, em jogo válido pelo Torneio Roberto Gomes Pedrosa. O Corinthians, mesmo jogando novamente no campo adversário, venceu a partida por 1 a 2 de virada, com 2 gols do meia-direita Tales (Sérgio Lopes marcou para o Grêmio). A primeira vez que o Corinthians enfrentou o Grêmio em São Paulo, foi na partida de volta do Torneio Robertão de 1967, realizada no Estádio do Pacaembu, com nova vitória alvinegra por 2 a 1, gols de Dino San e Flávio para o Corinthians (Alcindo de pênalti descontou para os gaúchos).
Foi jogando contra o Grêmio no antigo Estádio Olímpico Monumental, que o Corinthians teve a maior tristeza de sua centenária história de lutas e conquistas, pois no dia 2 de dezembro de 2007, o clube foi rebaixado para o Campeonato Brasileiro de Futebol - Série B, a equipe paulista precisava ganhar a partida, mas o resultado foi de empate em 1 a 1.

## Estádios
O Grêmio possui a novíssima Arena do Grêmio, que foi inaugurada em 8 de dezembro de 2012, embora tenha capacidade máxima oficial de 60.540 pessoas, atualmente é permitido a entrada de 56.500 pessoas, tendo como recorde de público, o jogo final da Copa do Brasil de 2016, contra o Atlético-MG, quando estiveram presentes, 55.337 espectadores. Todos os lugares são cobertos e com cadeiras (exceto no setor Norte). Há quatro lances de arquibancada: a baixa com cadeiras (inferior), média baixa com poltronas (gold), média alta com camarotes (vip) e a mais alta também com cadeiras (superior). O lance de arquibancadas mais próximo ao campo fica a cerca de 10 metros do gramado, contrastando com os 40,7 do Olímpico Monumental.
O Corinthians possui dois estádios, o Parque São Jorge com capacidade de 18.000 pessoas, e a moderna e luxuosa Arena Corinthians com capacidade máxima oficial para 47.605 espectadores, tendo como recorde de público, 47.031 espectadores no Encontro das Nações contra o Flamengo, pela Copa Libertadores 2022. A mesma possui estrutura retangular de 267 por 228 metros e 43 metros de altura estádio tem dois edifícios: o principal, no lado oeste, e outro no lado leste. Todos os lugares possuem cadeiras (exceto no setor Norte).

## Jogos decisivos
Em decisões
- Em 1995, o Corinthians conquistou a Copa do Brasil sobre o Grêmio.
- Em 2001, o Grêmio conquistou a Copa do Brasil sobre o Corinthians.

Mata-matas em competições da CBF
- Em 1982, o Grêmio eliminou o Corinthians, na semifinal do Campeonato Brasileiro.
- Em 1986, o Corinthians eliminou o Grêmio, nas oitavas de final do Campeonato Brasileiro.
- Em 1991, o Grêmio eliminou o Corinthians, nas quartas de final da Copa do Brasil.
- Em 1994, o Grêmio eliminou o Corinthians, nas oitavas de final da Copa do Brasil.
- Em 1997, o Grêmio eliminou o Corinthians, na semifinal da Copa do Brasil.
- Em 1998, o Corinthians eliminou o Grêmio, nas quartas de final do Campeonato Brasileiro.
- Em 2013, o Grêmio eliminou o Corinthians, nas quartas de final da Copa do Brasil.
- Em 2024, o Corinthians eliminou o Grêmio, nas oitavas de final da Copa do Brasil.

Competições da Conmebol
- Em 1996, o Grêmio eliminou o Corinthians, nas quartas de final da Libertadores da América.

## Estatísticas
Campeonato Brasileiro
Pelo Campeonato Brasileiro Unificado foram 69 jogos, com 28 vitórias do Grêmio, 22 vitórias do Corinthians e 19 empates, 87 gols a favor do Grêmio e 66 a favor do Corinthians.
Maiores públicos
- Corinthians 1–3 Grêmio, 80.000, 17 de junho de 2001, Estádio do Morumbi, Copa do Brasil (em SP).
- Grêmio 0–1 Corinthians, 54.022 (50.116 pags.), 25 de junho de 2017, Arena do Grêmio, Brasileirão de 2017 (no RS).

Maiores goleadas
Essas são as maiores goleadas aplicadas por cada lado:
- Corinthians sobre o Grêmio

Brasileirão de 1980
| 14 de maio de 1980 | Corinthians                            | 5 – 0 | Grêmio | Estádio do Morumbi |
|                    | Sócrates (2), Geraldão (2) e Biro-Biro |       |        |                    |

- Grêmio sobre o Corinthians

Brasileirão de 2002
| 8 de setembro de 2002 | Grêmio                                | 4 – 0 | Corinthians | Estádio Olímpico |
|                       | Rodrigo Fabri (3), Rodrigo Mendes (1) |       |             |                  |

## Confrontos

### Anos 2010
| Data                   | Torneio        | Estádio           | Casa        | Visitante   | Placar | Gols (casa)                                      | Gols (visitante)            |
| ---------------------- | -------------- | ----------------- | ----------- | ----------- | ------ | ------------------------------------------------ | --------------------------- |
| 16 de maio de 2010     | Série A        | Olímpico          | Grêmio      | Corinthians | 1-2    | Maylson 74'                                      | Ralf 5', Souza 64'          |
| 11 de setembro de 2010 | Série A        | Pacaembu          | Corinthians | Grêmio      | 0-1    |                                                  | Douglas 33'                 |
| 22 de maio de 2011     | Série A        | Olímpico          | Grêmio      | Corinthians | 1-2    | Douglas 58'                                      | Chicão 65', Liédson 72'     |
| 31 de agosto de 2011   | Série A        | Pacaembu          | Corinthians | Grêmio      | 3-2    | Chicão 16', Paulinho 64', Ramon 67'              | Douglas 40', André Lima 73' |
| 10 de junho de 2012    | Série A        | Olímpico          | Grêmio      | Corinthians | 2-0    | Marco Antônio 21', André Lima 28'                |                             |
| 8 de setembro de 2012  | Série A        | Pacaembu          | Corinthians | Grêmio      | 3-1    | Ralf 5', Guilherme 10', Giovanni 89'             | Leandro 57'                 |
| 31 de julho de 2013    | Série A        | Pacaembu          | Corinthians | Grêmio      | 2-0    | Emerson Sheik 33', Paulo André 80'               |                             |
| 25 de setembro de 2013 | Copa do Brasil | Pacaembu          | Corinthians | Grêmio      | 0-0    |                                                  |                             |
| 16 de outubro de 2013  | Série A        | Arena do Grêmio   | Grêmio      | Corinthians | 1-0    | Hernán Barcos 49'                                |                             |
| 23 de outubro de 2013  | Copa do Brasil | Arena do Grêmio   | Grêmio      | Corinthians | 0-0    |                                                  |                             |
| 24 de agosto de 2014   | Série A        | Arena do Grêmio   | Grêmio      | Corinthians | 2-1    | Hernán Barcos 46', 48'                           | Paolo Guerrero 61'          |
| 23 de novembro de 2014 | Série A        | Neo Química Arena | Corinthians | Grêmio      | 1-0    | Paolo Guerrero 82'                               |                             |
| 3 de junho de 2015     | Série A        | Arena do Grêmio   | Grêmio      | Corinthians | 3-1    | Giuliano 2', Marcelo Oliveira 4', Luan 38'       | Stiven Mendoza 22'          |
| 9 de setembro de 2015  | Série A        | Neo Química Arena | Corinthians | Grêmio      | 1-1    | Renato Augusto 65'                               | Bobô 58'                    |
| 15 de maio de 2016     | Série A        | Neo Química Arena | Corinthians | Grêmio      | 0-0    |                                                  |                             |
| 14 de agosto de 2016   | Série A        | Arena do Grêmio   | Grêmio      | Corinthians | 3-0    | Pedro Rocha 17', Éverton 48', Miller Bolaños 61' |                             |
| 25 de junho de 2017    | Série A        | Arena do Grêmio   | Grêmio      | Corinthians | 0-1    |                                                  | Jádson 52'                  |
| 18 de outubro de 2017  | Série A        | Neo Química Arena | Corinthians | Grêmio      | 0-0    |                                                  |                             |
| 8 de julho de 2018     | Amistoso       | Neo Química Arena | Corinthians | Grêmio      | 2-1    | Matheus Matias 67', Marquinhos Gabriel 71'       | Léo Moura 4'                |
| 18 de agosto de 2018   | Série A        | Neo Química Arena | Corinthians | Grêmio      | 0-1    |                                                  | Éverton 55'                 |
| 2 de dezembro de 2018  | Série A        | Arena do Grêmio   | Grêmio      | Corinthians | 1-0    | Jael 12'                                         |                             |
| 11 de maio de 2019     | Série A        | Neo Química Arena | Corinthians | Grêmio      | 0-0    |                                                  |                             |
| 5 de outubro de 2019   | Série A        | Arena do Grêmio   | Grêmio      | Corinthians | 0-0    |                                                  |                             |

### Anos 2020
| Data                   | Torneio | Estádio           | Casa        | Visitante   | Placar | Gols (casa)                                                               | Gols (visitante)                                                       |
| ---------------------- | ------- | ----------------- | ----------- | ----------- | ------ | ------------------------------------------------------------------------- | ---------------------------------------------------------------------- |
| 15 de agosto de 2020   | Série A | Arena do Grêmio   | Grêmio      | Corinthians | 0-0    |                                                                           |                                                                        |
| 22 de novembro de 2020 | Série A | Neo Química Arena | Corinthians | Grêmio      | 0-0    |                                                                           |                                                                        |
| 28 de agosto de 2021   | Série A | Arena do Grêmio   | Grêmio      | Corinthians | 0-1    |                                                                           | Jô 79'                                                                 |
| 5 de dezembro de 2021  | Série A | Neo Química Arena | Corinthians | Grêmio      | 1-1    | Renato Augusto 86'                                                        | Diego Souza 39'                                                        |
| 18 de setembro de 2023 | Série A | Neo Química Arena | Corinthians | Grêmio      | 4-4    | Fábio Santos 45', Lucas Veríssimo 45+4', Yuri Alberto 45+6', Giuliano 67' | Nathan 21', Franco Cristaldo 27', Everton Galdino 51', Luis Suárez 58' |
| 12 de novembro de 2023 | Série A | Arena do Grêmio   | Grêmio      | Corinthians | 0-1    |                                                                           | Ángel Romero 32'                                                       |

Último confronto
| 12 de novembro | Grêmio | 0 – 1 | Corinthians      | Arena do Grêmio, Porto Alegre                                  |
| 16:00          |        |       | 32' Ángel Romero | Público: 51,842 Árbitro: PE Rodrigo José Pereira de Lima (CBF) |

| G             | 12 | Gabriel Grando     |       |         |
| LD            | 18 | João Pedro         |       | 12'     |
| Z             | 4  | Walter Kannemann   |       | 60'     |
| Z             | 34 | Bruno Alves        | 81'   |         |
| LE            | 6  | Reinaldo           |       |         |
| V             | 8  | Felipe Carballo    |       |         |
| V             | 20 | Mathías Villasanti | 45+1' |         |
| M             | 19 | Franco Cristaldo   |       |         |
| A             | 9  | Luis Suárez        | 90+7' |         |
| A             | 13 | Everton Galdino    |       | 60'     |
| A             | 22 | Lucas Besozzi      |       | 45'     |
| Substitutos:  |    |                    |       |         |
| G             | 31 | Caíque             |       |         |
| Z             | 2  | Fábio              |       | 12' 83' |
| Z             | 15 | Bruno Uvini        |       |         |
| Z             | 53 | Gustavo Martins    |       | 83'     |
| Z             | 54 | Cuiabano           |       |         |
| M             | 7  | Luan               |       |         |
| M             | 14 | Nathan             |       |         |
| M             | 35 | Ronald             |       |         |
| A             | 10 | Ferreira           |       | 45'     |
| A             | 11 | João Pedro Galvão  |       | 60'     |
| A             | 32 | Nathan Fernandes   |       |         |
| A             | 77 | André              |       | 60'     |
| Técnico:      |    |                    |       |         |
| Renato Gaúcho |    |                    |       |         |

| G            | 12           | Cássio           |              | 71'   |
| LD           | 23           | Fágner           | 47'          |       |
| Z            | 3            | Lucas Veríssimo  | 74'          |       |
| Z            | 14           | Caetano          | 16'          |       |
| Z            | 25           | Bruno Méndez     | 10'          |       |
| LE           | 21           | Matheus Bidu     |              |       |
| V            | 7            | Maycon           | 43'          |       |
| M            | 8            | Renato Augusto   |              | 45'   |
| M            | 20           | Giuliano         |              | 60'   |
| A            | 11           | Ángel Romero     | 49'          | 90+3' |
| A            | 36           | Wesley           |              | 61'   |
| Substitutos: |              |                  |              |       |
| G            | 22           | Carlos Miguel    |              | 71'   |
| Z            | 4            | Gil              |              |       |
| Z            | 6            | Fábio Santos     |              |       |
| M            | 10           | Matías Rojas     |              |       |
| M            | 24           | Víctor Cantillo  |              |       |
| M            | 29           | Roni             |              |       |
| M            | 30           | Matheus Araújo   |              | 60'   |
| M            | 33           | Ruan Oliveira    | 90+9'        | 90+3' |
| M            | 44           | Gabriel Moscardo |              | 45'   |
| A            | 9            | Yuri Alberto     |              |       |
| A            | 19           | Gustavo Silva    |              | 61'   |
| A            | 41           | Felipe Augusto   |              |       |
| Técnico:     |              |                  |              |       |
| Mano Menezes | Mano Menezes | Mano Menezes     | Mano Menezes | 18'   |